# Cielito a la venida de la expedición española
Das Cielito a la venida de la expedición española (der vollständige Titel lautet: Cielito a la venida de la expedición española al Río de la Plata) oder Deutsch in etwa: Das der Überfahrt der spanischen Expedition (zum Río de la Plata) gewidmete Cielito ist ein von Bartolomé Hidalgo 1819 gedichtetes Revolutionslied in 104 Versen bzw. 26 vierzeiligen Strophen.

## Inhalt

### Vers 1–4
Zunächst bezieht sich dieses Cielito auf ein weiteres Revolutionslied, das ebenfalls zunächst als Pamphlet erschienene Cielito patriótico que compuso un gaucho para cantar la acción de Maipú, Deutsch etwa: Patriotisches Cielito, das von einem Gaucho komponiert wurde, um die Schlacht von Maipú zu besingen. Auf diese Weise wird eine Kontinuität zwischen der Schlacht von Maipù und der bevorstehenden Schlacht mit der spanischen Expedition hergestellt. Der Sänger, der in seinem Cielito die für die Unabhängigkeitskämpfer erfolgreiche Schlacht von Maipú besungen habe, könne nun erneut seine Gitarre stimmen.

### Vers 5–8
Wie so oft in der späteren gauchesken Dichtung soll der Konsum eines hochprozentigen alkoholischen Getränks dem Sänger das Singen erleichtern.

### Vers 9–16
Es folgen Spottverse über Ferdinand VII., der seine spanische Kolonie doch von hinten nehmen solle, die Unabhängigkeitskämpfer würden ihn bis zum letzten Mann bekämpfen.

### Vers 17–28
Weitere Spottverse beziehen sich auf den Befehlshaber der Expedition, den General José O’Donnell.

### Vers 29–36
Hier werden die Spanier erneut an die Niederlage in der Schlacht von Maipú erinnert.

### Vers 37–68
In diesen acht Strophen, sollen die Unabhängigkeitskämpfer ermutigt, die Spanier eingeschüchtert werden. Dabei werden als für das Territorium der Unabhängigkeitskämpfer und dessen Bewohner typische Elemente in Abgrenzung zu Spanien und den Spaniern genannt, wie z.B: der Tero bzw. Bronzekiebitz, das Chiripà, ein für Gauchos typisches Bekleidungsstück und die Gauchos selbst. Die Herrschaft der Spanier wird als Fremdherrschaft bezeichnet, die drohende Rückeroberung diene der Versklavung, vor allem der amerikanischen Frauen.

### Vers 69–76
Ferdinand VII. wird erneut verhöhnt. Er könne zwischen den bolas und dem Lasso wählen, wobei es sich bei den bolas um Kugeln handelt, die am Ende eines Stricks befestigt sind, der sich mithilfe der physischen Eigenschaften der Kugel um das Bein des Viehs wickelt, nach dem die bolageworfen wurde, und dieses zu Fall bringt. Auch hierbei handelt es sich um Merkmale mit denen zwischen Spaniern bzw. Spanien und Amerikanern bzw. Amerika unterschieden wird. In der darauffolgenden Strophe wird Spanien in Abgrenzung zu Amerika außerdem mit der Monarchie und der Inquisition assoziiert.

### Vers 76–80
Erneut Verse, die den Kämpfern auf Seiten der Unabhängigkeitsbewegung gegenüber den Spaniern Mut machen sollen.

### Vers 81–96
Hier werden die Spanier erneut angesprochen. Diesmal ist der Ton versöhnlicher. Sie werden dazu aufgefordert, sich gegen ihren König aufzulehnen. Dieser könne doch, wenn er gestürzt worden und ihm infolgedessen langweilig sei, in seiner Freizeit Disteln bzw. Kakteen züchten. Die Spanier würden für den König kämpfen und nichts weiter als dessen Grillen und Schmach ernten. Sollten die Spanier in Frieden kommen, würden sie in Frieden mit den Amerikanern leben dürfen. Für den König zu kämpfen und sein Leben für ihn zu opfern sei völliger Unsinn.

### Vers 97–104
Der Sinn des Unabhängigkeitskampfes bestehe hingegen in der Erlangung der Freiheit. Dementsprechend erfolgt die Losung „Freiheit oder Tod“. Den irregeleiteten Spanier werde man entschlossen entgegentreten.

## Weitere Informationen
- Das Cielito a la venida de la expedición española erschien 1819 zum ersten Mal als Pamphlet.
- Der Titel bezieht sich auf eine Militärexpedition, die die Spanier im Hafen von Cádiz vorbereiteten, um die ehemaligen spanischen Kolonien zurückzuerobern. Der Aufbruch der Expedition wurde 1820 jedoch durch eine vom General Riego angeführte Meuterei vereitelt.

### Textausgaben
Bartolomé Hidalgo: „Cielito a la venida de la expedición española al Río de la Plata“, in: Poesía gauchesca. Biblioteca Ayacucho, Caracas 1977.